# Muzafar Tursunjujaev
Muzafar Tursunjujaev (16 de enero de 1998) es un deportista uzbeko que compite en natación adaptada. Ganó dos medallas de bronce en los Juegos Paralímpicos de Río de Janeiro 2016.

## Palmarés internacional
| Juegos Paralímpicos | Juegos Paralímpicos     | Juegos Paralímpicos | Juegos Paralímpicos |
| Año                 | Lugar                   | Medalla             | Prueba              |
| ------------------- | ----------------------- | ------------------- | ------------------- |
| 2016                | Río de Janeiro (Brasil) | Medalla de bronce   | 50 m libre S13      |
| 2016                | Río de Janeiro (Brasil) | Medalla de bronce   | 100 m mariposa S13  |